# God's Gonna Cut You Down
God's Gonna Cut You Down (укр. Бог зарубає тебе) — американська народна пісня. Текст пісні являє собою звертання до грішників із попередженням про те, що скільки б вони не намагалися втекти від Божої кари, вона все одно їх наздожене.
Цю пісню виконували багато співаків, серед яких Одетта, Елвіс Преслі, Джонні Кеш.  Під always «Run On For A Long Time» вона була випущена у 1949 році гуртом Bill Landford & The Landfordaires.  Під назвою «God's Gonna Cut You Down» вона була виконана Одеттою на альбомі Odetta Sings Ballads and Blues (1956) та Джонні Кешем на посмертно виданому альбомі American V: A Hundred Highways (2006). Мерилін Менсон також використав цю назву для неальбомного синглу у 2019 році .